# Anomalocardia cuneimeris
Anomalocardia cuneimeris је врста слановодних морских шкољки рода Anomalocardia из породице Veneridae.

## Распрострањење
Сједињене Америчке Државе су једино познато природно станиште врсте.

## Станиште
Станиште врсте је море, подручја са сланом водом.

## Синоними
- Anomalocardia paziana P. Fischer, 1858
- Venus cuneimeris Conrad, 1846
- Venus rostrata G. B. Sowerby II, 1853